# (46580) Ryouichiirie
(46580) Ryouichiirie est un astéroïde de la ceinture principale.

## Description
(46580) Ryouichiirie est un astéroïde de la ceinture principale. Il fut découvert le 2 avril 1992 à Geisei par Tsutomu Seki. Il présente une orbite caractérisée par un demi-grand axe de 2,66 UA, une excentricité de 0,13 et une inclinaison de 13,6° par rapport à l'écliptique.

## Compléments